# Janthina janthina
Janthina janthina är en snäckart som först beskrevs av Carl von Linné 1758.  Janthina janthina ingår i släktet Janthina och familjen Janthinidae. Inga underarter finns listade i Catalogue of Life.

## Bildgalleri

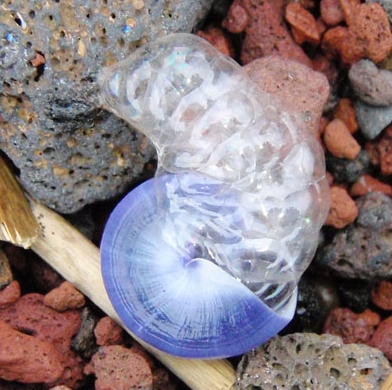
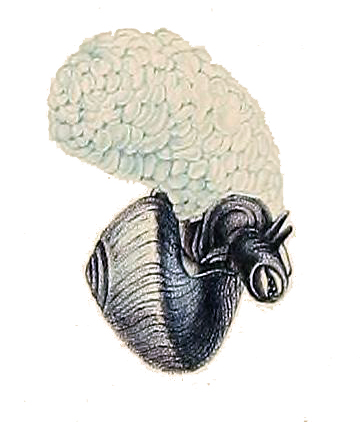